# Walking on a Flashlight Beam
Walking on a Flashlight Beam è il quarto album in studio del gruppo musicale polacco Lunatic Soul, pubblicato il 13 ottobre 2014 dalla Kscope.

## Descrizione
Come spiegato dal frontman Mariusz Duda, l'album ha come tema portante l'isolamento volontario da parte dell'essere umano, mentre il titolo indica il vivere all'interno di un mondo immaginario ed irreale:
L'uscita del disco è stata anticipata dal brano Cold, reso disponibile per l'ascolto a partire dal 3 settembre 2014. Lo stesso è stato in seguito distribuito dalla Mystic Production il successivo 6 ottobre in edizione CD esclusivamente con il preordine dell'edizione speciale dell'album.

## Tracce
Testi e musiche di Mariusz Duda, eccetto dove indicato.
1. Shutting Out the Sun – 8:40
2. Cold – 6:58
3. Gutter – 8:42
4. Stars Sellotaped – 1:34
5. The Fear Within – 7:10
6. Treehouse – 5:31
7. Pygmalion's Ladder – 12:02
8. Sky Drawn in Crayon – 4:58
9. Walking on a Flashlight Beam – 8:11

DVD bonus nell'edizione speciale
1. In Between – 24:58 (Mariusz Duda, Tomasz Pulsakowski, Krzysztof Bienkiewicz)
2. Teaser I – 1:36
3. Teaser II – 1:35
4. Photos – 1:03

## Formazione
- Mariusz Duda – voce, basso, chitarra acustica, ukulele, tastiera, percussioni, produzione, missaggio
- Wawrzyniec Dramowicz – batteria
- Magda Srzedniccy – produzione, registrazione, missaggio, mastering
- Robert Srzedniccy – produzione, registrazione, missaggio, mastering

## Classifiche
| Classifica (2014) | Posizione massima |
| ----------------- | ----------------- |
| Polonia           | 11                |